# カリル・グリーン

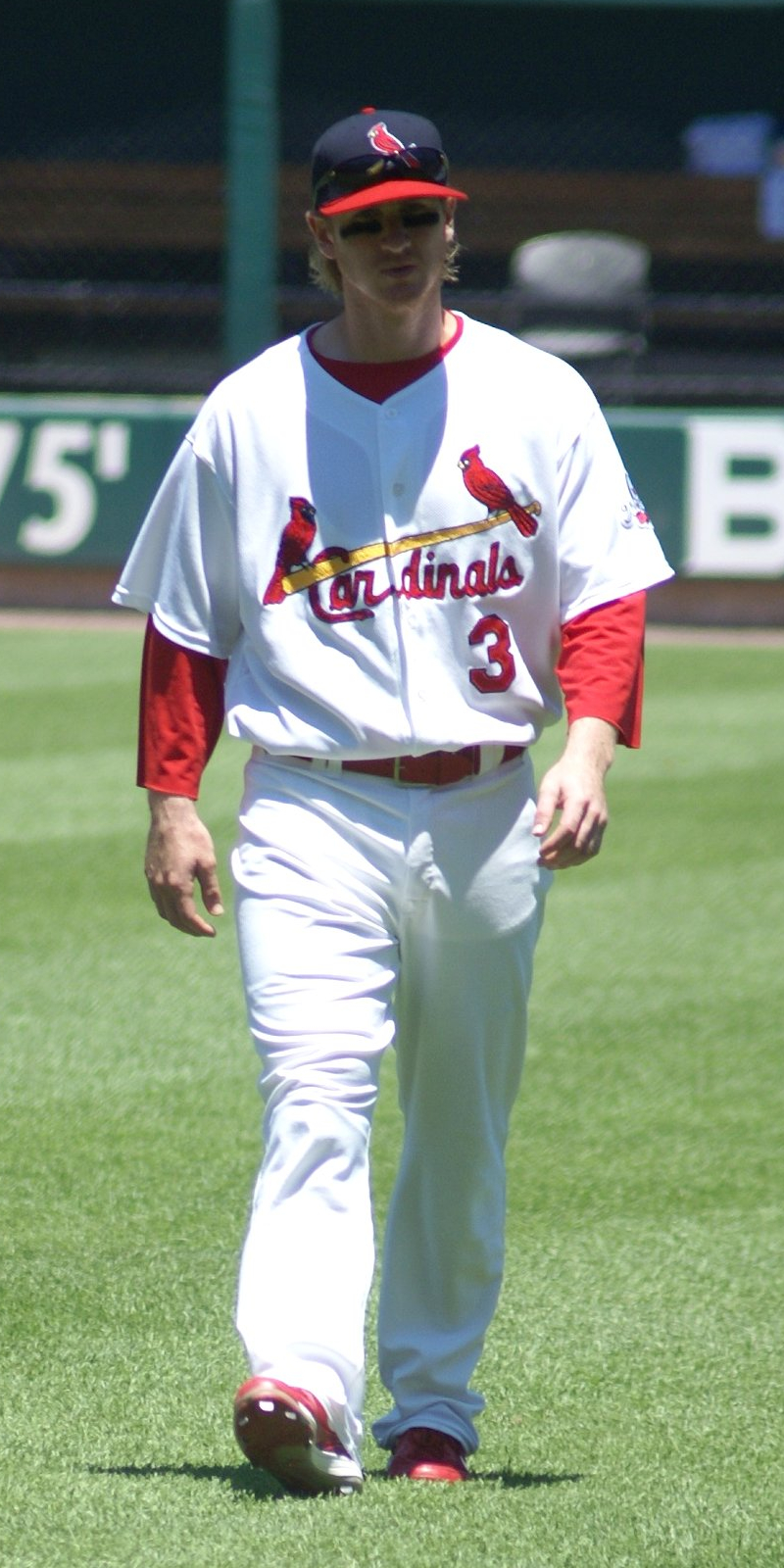
カージナルス時代のグリーン（2009年）

カリル・サビット・グリーン（Khalil Thabit Greene, 1979年10月21日 - ）は、アメリカ合衆国ペンシルベニア州バトラー出身の野球選手。遊撃手、右投右打。
自身・両親ともに敬虔なバハイ教徒であり、ファーストネームの "Khalil" は「神の友人」、ミドルネームの "Thabit" は「確固とした」「揺るぎない」という意味だという。

## 経歴

### アマチュア時代
フロリダ州キーウェストのKey West High School を卒業後、サウスカロライナ州クレムゾンにあるクレムゾン大学へ進学。メンズ・カレッジ・ワールドシリーズ進出8度（グリーン入学時点）の強豪校において頭角を現す。2001年にはドラフト14巡目（全体408位）でシカゴ・カブスから指名されるが、契約せず。2002年、4年生時に打率.480・26本塁打・86打点の好成績を残し、ゴールデンスパイク賞やロータリー・スミス賞など多くの賞を受賞する。周りからは「自分の体を買ったばかりのベンツのように大事にして、キチンとしたガソリンしか入れない」と評されるなど、当時から食事には注意していた。

### サンディエゴ・パドレス
2002年6月にドラフト1巡目（全体13位）でサンディエゴ・パドレスから指名されプロ入り。2年目の2003年には、マイナーAAA級ポートランドで76試合に出場して打率.288・10本塁打・47打点を記録、9月にはメジャーへ昇格し3日にメジャーデビューを果たしている。American Baha'i 紙の編集部によると、バハイ教信者の選手がメジャーでプレイしたのは、1969年にアルバート・ラフォーがフィリーズで1年だけプレイして以来史上2人目のことだという。翌2004年に本格的にメジャー定着し、139試合に出場。9月に骨折で戦線離脱したものの、チームの新人遊撃手記録となる15本塁打を放つなど攻守で活躍。シーズン終了後には新人王投票でジェイソン・ベイ（パイレーツ）に次ぐ票を集めた。
2005年・2006年の2シーズンは故障に悩まされ計3度の故障者リスト入り。特に2006年は、シーズン開幕前からグリーンとジョシュ・バーフィールドの若手二遊間コンビに球団から大きな期待がかけられていたが、8月に左手中指の負傷で故障者リスト入りし、9月に復帰した後も代走としての出場が精一杯な状態であった。2007年は大きな怪我もなくシーズンを乗り切り、打率こそ例年並みの.254に留まったが、自己最多の27本塁打を放った。そして、同年オフには、2年1100万ドルで契約延長を果たした。しかし2008年は逆に打撃不振に陥り、打率などで自己最低の成績を記録。7月30日の試合でシーズン100個目の三振を喫した直後、ストレスから壁を殴って左手を骨折し、そのままシーズンを終えた。これに対してパドレスは、欠場した期間の給料支払いを拒否しようとしたが、これは選手会の反対により実現しなかった。

### セントルイス・カージナルス
シーズン終了後、チームの年俸総額削減政策の煽りを受け、12月4日にトレードでセントルイス・カージナルスへ移籍。FA移籍した正遊撃手シーザー・イズトゥリスの後釜としての働きが期待されていた。新天地でのシーズン開幕戦に、グリーンは4番・遊撃として先発出場する。しかしこの年はシーズンを通して打率が.200前後に低迷するなど打撃不振に陥り、5月と6月の2度にわたり社交不安障害で故障者リスト入りするなど、不本意な成績に終わった。
2010年はテキサス・レンジャーズと契約するが、精神的問題のためにスプリングトレーニングに参加せず、2月下旬に球団から契約を取り消された。それ以来グリーンはMLBから姿を消した状態となっている。

## 年度別打撃成績
| 年 度     | 球 団     | 試 合 | 打 席 | 打 数 | 得 点 | 安 打 | 二 塁 打 | 三 塁 打 | 本 塁 打 | 塁 打 | 打 点 | 盗 塁 | 盗 塁 死 | 犠 打 | 犠 飛 | 四 球 | 敬 遠 | 死 球 | 三 振 | 併 殺 打 | 打 率 | 出 塁 率 | 長 打 率 | O P S |
| --------- | --------- | ----- | ----- | ----- | ----- | ----- | -------- | -------- | -------- | ----- | ----- | ----- | -------- | ----- | ----- | ----- | ----- | ----- | ----- | -------- | ----- | -------- | -------- | ----- |
| 2003      | SD        | 20    | 70    | 65    | 8     | 14    | 4        | 1        | 2        | 26    | 6     | 0     | 1        | 0     | 0     | 19    | 0     | 1     | 19    | 3        | .215  | .271     | .400     | .671  |
| 2004      | SD        | 139   | 554   | 484   | 67    | 132   | 31       | 4        | 15       | 216   | 65    | 4     | 2        | 1     | 8     | 53    | 10    | 8     | 94    | 9        | .273  | .349     | .446     | .795  |
| 2005      | SD        | 121   | 476   | 436   | 51    | 109   | 30       | 2        | 15       | 188   | 70    | 5     | 0        | 3     | 6     | 25    | 3     | 6     | 93    | 8        | .250  | .296     | .431     | .727  |
| 2006      | SD        | 122   | 460   | 412   | 56    | 101   | 26       | 2        | 15       | 176   | 55    | 5     | 1        | 0     | 2     | 39    | 0     | 7     | 87    | 16       | .245  | .320     | .427     | .747  |
| 2007      | SD        | 153   | 659   | 611   | 89    | 155   | 44       | 3        | 27       | 286   | 97    | 4     | 0        | 0     | 11    | 32    | 3     | 5     | 128   | 12       | .254  | .291     | .468     | .759  |
| 2008      | SD        | 105   | 423   | 389   | 30    | 83    | 15       | 2        | 10       | 132   | 35    | 5     | 1        | 0     | 7     | 22    | 1     | 5     | 100   | 7        | .213  | .260     | .339     | .599  |
| 2009      | STL       | 77    | 193   | 170   | 21    | 34    | 7        | 0        | 6        | 59    | 24    | 2     | 1        | 2     | 3     | 15    | 1     | 3     | 35    | 5        | .200  | .272     | .347     | .619  |
| 通算：7年 | 通算：7年 | 736   | 2835  | 2567  | 322   | 628   | 157      | 14       | 90       | 1083  | 352   | 25    | 6        | 6     | 37    | 190   | 18    | 35    | 556   | 60       | .245  | .302     | .422     | .723  |

- 2010年度シーズン終了時